# 科阿特雷旺
科阿特雷旺（法語：Coatréven，法語發音：[kwatʁevɛ̃]）是法国阿摩尔滨海省的一个市镇，位于该省西北部，属于拉尼永区。

## 地理
科阿特雷旺（48°46'6"N, 3°20'34"W）面积9.13 平方千米，位于法国布列塔尼大區阿摩尔滨海省，该省份为法国西北部沿海省份，位于布列塔尼半岛北部，北濒大西洋英吉利海峡，西接菲尼斯泰尔省，南至莫尔比昂省，东临伊勒-维莱讷省。
与科阿特雷旺接壤的市镇（或旧市镇、城区）包括：卡姆莱兹、凯尔马里亚叙拉尔、朗戈阿特、朗梅兰、米尼伊特雷吉耶、特雷泽尼。

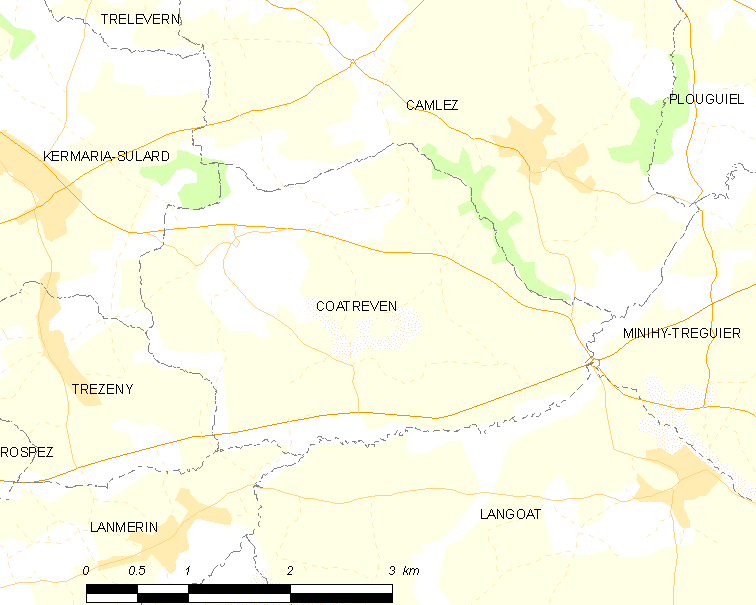
科阿特雷旺的OSM定位图

科阿特雷旺的时区为UTC+01:00、UTC+02:00（夏令时）。

## 行政
科阿特雷旺的邮政编码为22450，INSEE市镇编码为22042。

## 政治
科阿特雷旺所属的省级选区为特雷吉耶县。

## 人口

1962-2008年间科阿特雷旺人口变化图示

科阿特雷旺于2022年1月1日时的人口数量为493人。